# Bernhard Gericke
Bernhard Gericke (* 26. Juni 1908 in Mainz; † 1977 in Wolfsburg) war ein deutscher Rechtsextremist.

## Leben
Gericke wuchs in Berlin auf und wurde dort 1933 promoviert. Zum 1. Mai 1933 trat er in die NSDAP ein (Mitgliedsnummer 3.471.014). Es ist belegt, dass er im Januar 1942 in einem kriegswirtschaftlich wichtigen Betrieb arbeitete, da er vom Militärdienst  zurückgestellt worden war. Von Januar 1942 bis zum Kriegsende diente er als Dolmetscher bei der „Wallonischen Legion“, einem belgischen Freiwilligenverband, der zunächst der Wehrmacht unterstellt und später in die Waffen-SS überführt worden war.
Nach Kriegsende wurde Gericke wegen rechtsextremistischer Tätigkeiten von der britischen Besatzungsmacht interniert und lernte im Lager Fritz Dorls und Gerhard Krüger kennen. Im Jahre 1946 kam er nach Wolfsburg, wo seine Frau Luise (geb. Gleinig; * 27. September 1915; † 2. Februar 2015) eine Anstellung als Betriebsärztin im Volkswagenwerk bekam. Im Februar 1947 verhafteten ihn die britischen Militärbehörden im Zuge der Operation Selection Board wegen „rechter Umtriebe“ und er wurde über ein Jahr lang im Internierungslager Staumühle bei Paderborn (Civil Internment Camp No. 5) inhaftiert. Gericke war danach Geschäftsführer einer Aluminium-Gießerei, und einige Monate „Einkäufer“ eines Wolfsburger Verlags. Er bekam 1949 vom Rat der Stadt Wolfsburg den Auftrag, auf Honorarbasis ein Archiv einzurichten. Am 1. Juni 1965 wurde das Stadtarchiv Wolfsburg offiziell gegründet, Gerickes Stelle war somit etatisiert. Er blieb Stadtarchivar bis zum Eintritt in den Ruhestand 1973. Allerdings kam das Stadtarchiv unter seiner Leitung nie über eine im Aufbau befindliche Institution hinaus. 
Gericke war Mitbegründer der DKP-DRP, für die er in den Rat der Stadt Wolfsburg gewählt wurde. Nach dem Ausschluss von Dorls, Krüger und Otto Ernst Remer am 2. Oktober 1949 aus der DKP-DRP folgte er diesen und gründete mit ihnen noch am selben Tage die Sozialistische Reichspartei, deren Parteivorstand er angehörte. Bereits am 12. Oktober 1950 verließ er diese, weil sich die SRP aus seiner Sicht zu sehr restaurativ auf die NSDAP fixiere. Er gründete die Nationale Arbeiter-Partei (NAP), der sich mit Helmut Hillebrecht ein weiteres SRP-Vorstandsmitglied anschloss. 1954 wurde er niedersächsischer Landesgeschäftsführer der rechtsextremen Gewerkschaft Deutscher Arbeitnehmer-Verband. 1957 fusionierte er die NAP mit der FDP, für die er 1958 Presseamtsleiter der Stadt Wolfsburg wurde.

## Veröffentlichungen
- zusammen mit Walter Greul: Das Personalpronomen der 3. Person in spätags. und frühmittelenglischen Texten: ein Beitrag zur altenglischen Dialektgeographie. Mayer & Müller, Leipzig 1934 (Palaestra; 193) (Teilw. zugl.: Berlin, Univ., Diss., 1934).
- Wolfsburg – Tatsachen und Zahlen (Angaben bis Ende 1964). Pressestelle der Stadtverwaltung Wolfsburg, 1964.
- Baugeschichte des Kulturzentrums der Stadt Wolfsburg. Stadtarchiv der Stadt Wolfsburg, 1965.
- Drei Jahrzehnte Schloss Wolfsburg 1938–1968. Ein Beitrag zur Stadtgeschichte. Stadtarchiv der Stadt Wolfsburg, 1968.